# 百千家的妖怪王子
《百千家的妖怪王子》是日本漫畫家硝音綾創作的少女漫畫作品。連載於角川書店的漫畫雜誌《月刊Asuka》2013年4月號至2019年10月號。單行本全16卷。2023年宣布電視動畫化，於2024年1月至3月播放。

## 故事簡介
雙親因故去世所以從小就在育幼院長大的少女——百千緋鞠，在16歲生日那天收到一封遺書，內容寫有父母留給自己的遺產——位於深山老林中的一棟宅邸。
以為自己即將住進一間豪宅而興高采烈的背起行囊，經歷千辛萬苦到達那棟房子卻發現內部破爛不堪就如同鬼屋一般，當她剛打開門時就被突然出現且裸著身子的男生給嚇個半死……原來眼前這名少年叫七守葵與身後兩名友人一名是紫、另一名是伊勢早就擅自住了進來，並且勸緋鞠離開這棟屋子還神秘兮兮的叫緋鞠不要接近這棟房子的深處，想當然這些要求被身為屋主的緋鞠當場拒絕。過了不久在一起生活中發現這三人不但毫無生活自理能力還經常破壞屋子，不過最讓她頭疼的不是這些，而是意外發覺這三人似乎並不是人類……

## 登場人物
聲優以廣播／電視動畫次序排列，僅列一人者均為電視動畫的聲優。演為舞台劇演員。人名皆參考台灣角川出版的繁體中文版為準。
百千緋鞠（聲 - 藤田咲／川井田夏海，演 - 白石晴香）
從小在育幼院長大，是個內心開朗向上，性格堅強，總是為他人著想，雖然有時候弄巧成拙但還是讓人感到精神十足的女孩。
 本作的主角，16歲。
16歲生日那天，收到了已逝父母留給自己的"遺書"，並按照上面的指示來到了百千家，經歷一番波折後選擇留在了百千家，成為百千家正式的家主。由於身為百千家的正牌家主，有著能夠將各種各樣的東西強制逐出家中的能力。在得知葵不能夠離開百千家並被「那一邊的世界」遺忘的情況下，下定決心要找出能夠讓葵踏出百千家的方法。
七守葵（聲 - KENN／大塚剛央，演 - 齊藤秀翼）
從7歲後在百千家長大，是個內心很孤單且渴望別人給予溫暖，但性格溫柔善良體貼，在生病時會有些孩子氣的男孩。
百千家的現任守護大人"鵺"，17歲。
七歲那年，在迷路時無意中破壞封印之門後誤入百千家，雖然試過各種方法，但在百千家結界的阻擋下，都無法離開百千家，並被指名為「守護大人」，且能變身為"鵺"，從那之後在「那一邊的世界」葵的存在痕跡都被抹去，親人與好友都遺失了關於葵的所有記憶，只剩下身為妖怪的妹妹茜仍然記得葵的存在。後來葵在與紫結下契約後就沒有再提過要離開百千家，現在以守護緋鞠與百千家為使命，看守異世與現世的邊界。
鵺（聲 - KENN／大塚剛央，演 - 齊藤秀翼）
性格在對比七守葵來說較為冷淡孤傲，是個長著貓耳，背上有鳥羽還有狐狸尾巴的妖怪。
三千世界中地位至高無上的守護主。
鵺以百千家的守護主「守護大人」的身份，擊退那些從異界溢出的妖魔鬼怪，原本歷代的鵺由百千家主擔任，但因百千緋鞠在福利院時被七守葵破壞封印之門而轉由他擔任鵺的身份。
紫（聲 - 遊佐浩二／立花慎之介，演 - 羽場涼介）
性格溫柔體貼，是個擅於觀察身邊人事物的妖怪。
現任守護大人葵的式神 ，真面目是水蛇。
在葵誤入百千家之前就一直居住在百千家的妖怪，現已與葵定下契約，成為守護大人的式神。原為人類，但因某些原因被世人認為犯了"噬人之罪"被獻祭投入泉中，後被泉裡龍神的幫助下轉生成為龍神的眷屬水蛇。
伊勢（聲 - 小野友樹／同左，演 - 村上幸平）
性格脾氣火爆，是個對朋友很講義氣的妖怪。
現任守護大人葵的式神 ，真面目是猩猩。
在葵的幫助下解除詛咒並定下契約，成為守護大人的式神。原為妖界中猩猩一族的末子，是家族中的麻煩製造者，族人給他戴上刻有咒術的項鍊以防釀成大禍，但因為某些原因打破家族戒律且觸發項鍊中的詛咒，後被葵與紫所救。
火車（聲 - 櫻井孝宏／八代拓，演 - 粕谷佳五）
葵（鵺）的宿敵，也是令小怪物們畏懼的高級妖怪。常引發各種事件。
那智篁（聲 - 羽多野涉）
緋鞠在學校的班導，擔任國語老師。是一個關心學生的善良人，但也有收集可疑物品的神秘愛好者的一面。

## 出版書籍
| 卷數 | 角川書店       | 角川書店               | 台灣角川       | 台灣角川               |
| 卷數 | 發售日期       | ISBN                   | 發售日期       | ISBN                   |
| ---- | -------------- | ---------------------- | -------------- | ---------------------- |
| 1    | 2013年7月23日  | ISBN 978-4-04-120810-6 | 2014年6月14日  | ISBN 978-986-366-007-1 |
| 2    | 2013年10月26日 | ISBN 978-4-04-120893-9 | 2014年11月15日 | ISBN 978-986-366-242-6 |
| 3    | 2011年6月15日  | ISBN 978-4-04-121026-0 | 2015年3月25日  | ISBN 978-986-366-415-4 |
| 4    | 2014年6月26日  | ISBN 978-4-04-101673-2 | 2015年8月24日  | ISBN 978-986-366-686-8 |
| 5    | 2014年10月25日 | ISBN 978-4-04-102218-4 | 2015年12月12日 | ISBN 978-986-366-867-1 |
| 6    | 2015年2月26日  | ISBN 978-4-04-102563-5 | 2016年3月16日  | ISBN 978-986-473-013-1 |
| 7    | 2015年6月26日  | ISBN 978-4-04-103119-3 | 2016年8月22日  | ISBN 978-986-473-239-5 |
| 8    | 2015年10月21日 | ISBN 978-4-04-103659-4 | 2016年11月14日 | ISBN 978-986-473-388-0 |
| 9    | 2016年6月25日  | ISBN 978-4-04-104415-5 | 2017年5月17日  | ISBN 978-9-86-473664-5 |
| 10   | 2016年11月26日 | ISBN 978-4-04-105103-0 | 2017年8月23日  | ISBN 978-9-86-473846-5 |
| 11   | 2017年3月25日  | ISBN 978-4-04-105528-1 | 2018年6月7日   | ISBN 978-9-57-564271-6 |
| 12   | 2017年8月24日  | ISBN 978-4-04-106012-4 | 2018年6月7日   | ISBN 978-9-57-564273-0 |
| 13   | 2018年3月24日  | ISBN 978-4-04-106730-7 | 2018年10月11日 | ISBN 978-9-57-564508-3 |
| 14   | 2018年10月24日 | ISBN 978-4-04-107519-7 | 2019年12月4日  | ISBN 978-9-57-743426-5 |
| 15   | 2019年4月24日  | ISBN 978-4-04-108061-0 | 2020年5月18日  | ISBN 978-957-743-737-2 |
| 16   | 2019年10月24日 | ISBN 978-4-04-108794-7 | 2020年5月18日  | ISBN 978-957-743-738-9 |

## 電視動畫

### 主題曲
片頭曲
作词、作曲、编曲、主唱：神山羊
片尾曲
作词：、Fzi，作曲、编曲：福島章嗣，主唱：

### 各話列表
| 話數     | 日文標題 | 中文標題         | 分鏡     | 演出       | 作畫監督                                                                                           | 總作畫監督            | 首播日期      |
| -------- | -------- | ---------------- | -------- | ---------- | -------------------------------------------------------------------------------------------------- | --------------------- | ------------- |
| 第一話   |          | 百千家的可疑人們 | BoB白旗  | 渡邊正彦   | 清水勝祐、山村俊了 、、青野厚司                                                                    | 岡真里子、            | 2024年 1月6日 |
| 第二話   |          | 迷途之家         | BoB白旗  | 吉田俊司   | 安達祐輔、山村俊了 吉田和歌子、飯飼一幸                                                            | 岡真里子、 大久保義之 | 1月13日       |
| 第三話   |          | 第四個朋友       | 福島宏之 |            | 、龜田朋幸、 清水勝祐、青野厚司、西川真人                                                          | 岡真里子、            | 1月20日       |
| 第四話   |          | 燃於黑暗之紅     | 木村延景 | 木村延景   | 、龜田朋幸、安達祐輔 清水勝祐、青野厚司、山村俊了                                                  |                       | 1月27日       |
| 第五話   |          | 夕陽下的稻荷     | 松本佳久 | 松本佳久   | 安達祐輔、山村俊了 龜田朋幸、飯飼一幸、西川真人                                                    | 大久保義之            | 2月3日        |
| 第六話   |          | 今昔如泡         | 大森英敏 | 粟井重紀   | TripleA                                                                                            |                       | 2月10日       |
| 第七話   |          | 那是誰的窺視之鏡 | Bob白旗  | 渡邊正彥   | 重松晉一、飯飼一幸 aXisRae、山村俊了、西川真人                                                     | 大久保義之            | 2月17日       |
| 第八話   |          | 貓與迷路的孩子   | 西澤晉   | 吉田俊司   | 龜田朋幸、山村俊了、重松晉一 aXisRae、安達祐輔、                                                   |                       | 2月24日       |
| 第九話   |          | 濡羽色的風暴     | 松本佳久 | 松本佳久   | 安達祐輔、山村俊了 飯飼一幸、西川真人、青野厚司                                                    | 大久保義之            | 3月2日        |
| 第十話   |          | 思念之櫃         | 松園公   | 淺見松雄   | 扇多惠子、木下由美子 飯飼一幸、松下清志、鎌田耕一                                                  | 西田美彌子            | 3月9日        |
| 第十一話 |          | 藍色黎明         | 木村延景 | 萬願寺千華 | 清水勝祐、重松晉一、aXisRae 、、龜田朋幸 菊池隼也、山村俊了、安達祐輔                              | 西田美彌子            | 3月16日       |
| 第十二話 |          | 渡過萬里的燈火   | 西澤晉   | 渡邊正彥   | 飯飼一幸、西川真人、青野厚司 大久保義之、清水勝祐、龜田朋幸 山村俊了、重松晉一、aXisRae 安達祐輔、 |                       | 3月23日       |

### BD／DVD
| 卷數 | 發售日期      | 收錄話數       | 規格編號      | 規格編號      |
| 卷數 | 發售日期      | 收錄話數       | BD            | DVD           |
| ---- | ------------- | -------------- | ------------- | ------------- |
| 1    | 2024年3月20日 | 第1話、第2話   | ANZX-17201/2  | ANZB-17201/2  |
| 2    | 2024年4月24日 | 第3話、第4話   | ANZX-17203/4  | ANZB-17203/4  |
| 3    | 2024年5月29日 | 第5話、第6話   | ANZX-17205/6  | ANZB-17205/6  |
| 4    | 2024年6月26日 | 第7話、第8話   | ANZX-17207/8  | ANZB-17207/8  |
| 5    | 2024年7月31日 | 第9話、第10話  | ANZX-17209/10 | ANZB-17209/10 |
| 6    | 2024年8月28日 | 第11話、第12話 | ANZX-172011/2 | ANZB-17211/2  |

## 備註
1. ↑  . Comic natalie. natalie.   [2020-05-24]. （原始内容存档于2020-04-16）.
2. 1 2 3  . MANTANWEB. 2023-07-16  [2023-07-16] （日语）.
3. 1 2 3  . Comic Natalie. 2023-09-10  [2023-09-10]. （原始内容存档于2023-09-11） （日语）.
4. 1 2  . Comic Natalie. 2023-11-18  [2023-11-18]. （原始内容存档于2023-11-20） （日语）.
5. ↑  株式会社KADOKAWAオフィシャルサイト｜百千さん家のあやかし王子 第1巻 （页面存档备份，存于）（2013年7月23日查閱）
6. ↑  . 台灣角川. 2019-10-22  [2019-10-22]. （原始内容存档于2020-02-02）.
7. ↑  株式会社KADOKAWAオフィシャルサイト｜百千さん家のあやかし王子 第2巻 （页面存档备份，存于）（2013年10月26日查閱）
8. ↑  . 台灣角川. 2019-10-22  [2019-10-22]. （原始内容存档于2020-02-02）.
9. ↑  株式会社KADOKAWAオフィシャルサイト｜百千さん家のあやかし王子 第3巻 （页面存档备份，存于）（2013年2月26日查閱）
10. ↑  . 台灣角川. 2019-10-22  [2019-10-22]. （原始内容存档于2020-02-02）.
11. ↑  株式会社KADOKAWAオフィシャルサイト｜百千さん家のあやかし王子 第4巻 （页面存档备份，存于）（2016年2月25日查閱）
12. ↑  . 台灣角川. 2019-10-22  [2019-10-22]. （原始内容存档于2020-02-02）.
13. ↑  株式会社KADOKAWAオフィシャルサイト｜百千さん家のあやかし王子 第5巻 （页面存档备份，存于）（2016年2月25日查閱）
14. ↑  . 台灣角川. 2019-10-22  [2019-10-22]. （原始内容存档于2020-02-02）.
15. ↑  株式会社KADOKAWAオフィシャルサイト｜百千さん家のあやかし王子 第6巻 （页面存档备份，存于）（2016年2月25日查閱）
16. ↑  . 台灣角川. 2019-10-22  [2019-10-22]. （原始内容存档于2020-02-02）.
17. ↑  株式会社KADOKAWAオフィシャルサイト｜百千さん家のあやかし王子 第7巻 （页面存档备份，存于）（2016年2月25日查閱）
18. ↑  . 台灣角川. 2019-10-22  [2019-10-22]. （原始内容存档于2020-02-02）.
19. ↑  株式会社KADOKAWAオフィシャルサイト｜百千さん家のあやかし王子 第8巻 （页面存档备份，存于）（2016年2月25日查閱）
20. ↑  . 台灣角川. 2019-10-22  [2019-10-22]. （原始内容存档于2020-02-02）.
21. ↑  株式会社KADOKAWAオフィシャルサイト｜百千さん家のあやかし王子 第9巻 （页面存档备份，存于）（2016年7月9日查閱）
22. ↑  . 台灣角川. 2019-10-22  [2019-10-22]. （原始内容存档于2020-02-02）.
23. ↑  株式会社KADOKAWAオフィシャルサイト｜百千さん家のあやかし王子 第10巻 （页面存档备份，存于）（2019年10月22日查閱）
24. ↑  . 台灣角川. 2019-10-22  [2019-10-22]. （原始内容存档于2020-02-02）.
25. ↑  株式会社KADOKAWAオフィシャルサイト｜百千さん家のあやかし王子 第11巻 （页面存档备份，存于）（2019年10月22日查閱）
26. ↑  . 台灣角川. 2019-10-22  [2019-10-22]. （原始内容存档于2020-02-02）.
27. ↑  株式会社KADOKAWAオフィシャルサイト｜百千さん家のあやかし王子 第12巻 （页面存档备份，存于）（2019年10月22日查閱）
28. ↑  . 台灣角川. 2019-10-22  [2019-10-22]. （原始内容存档于2021-01-25）.
29. ↑  株式会社KADOKAWAオフィシャルサイト｜百千さん家のあやかし王子 第13巻 （页面存档备份，存于）（2019年10月22日查閱）
30. ↑  . 台灣角川. 2019-10-22  [2019-10-22]. （原始内容存档于2021-01-27）.
31. ↑  株式会社KADOKAWAオフィシャルサイト｜百千さん家のあやかし王子 第14巻 （页面存档备份，存于）（2019年10月22日查閱）
32. ↑  . 台灣角川. 2020-04-01  [2020-03-31]. （原始内容存档于2021-01-20）.
33. ↑  株式会社KADOKAWAオフィシャルサイト｜百千さん家のあやかし王子 第15巻 （页面存档备份，存于）（2019年10月22日查閱）
34. ↑  . 台灣角川.   [2020-05-24]. （原始内容存档于2021-01-20）.
35. ↑  . 台灣角川.   [2020-05-24]. （原始内容存档于2021-01-25）.
36. ↑  株式会社KADOKAWAオフィシャルサイト｜百千さん家のあやかし王子 第16巻 （页面存档备份，存于）（2019年10月22日查閱）

## 外部連結
- （日語）http://asuka-web.jp/work/momochi.html （页面存档备份，存于）
- （日語）https://www.youtube.com/watch?v=snp0N-VKhvY （页面存档备份，存于）
- （日語）https://www.youtube.com/watch?v=Hwx5R8oqZvs （页面存档备份，存于）
- 電視動畫官方網站（日語）
- 電視動畫的X（前Twitter）（日語）